# Robert Nisbet

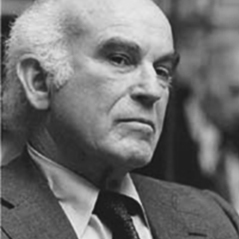
Robert Nisbet

Robert Alexander Nisbet ( * 30 de septiembre de  1913, Los Ángeles - 9 de septiembre de  1996, Washington D. C.) fue un sociólogo estadounidense.

## Vida
Nisbet obtuvo un Ph.D. en Sociología en 1939 en Berkeley. Luego de combatir en el ejército estadounidense durante la Segunda Guerra Mundial, Nisbet fundó el Departamento de Sociología en Berkeley.

## Pensamiento

### La idea elemento
Para Robert Nisbet (1969), son cinco las ideas-elemento esenciales que distinguen a la sociología del resto de las ciencias sociales:  comunidad, autoridad, estatus, lo sagrado y alienación. A las cuales les corresponde una antítesis: sociedad, poder, clase, lo secular y progreso respectivamente. 
“Cada una de estas ideas suele estar asociada a un concepto antinómico, una especie de antítesis, del cual procede gran parte de su significado constante en la tradición sociológica.” (Nisbet, 1980, p.21)
Para él la comunidad es la idea-elemento de más largo alcance dentro de la sociología, ya que este  concepto trasciende la simple colección de personas: La sociología no estudia a individuos aislados, sino a comunidades y grupos, a individuos participantes en comunidades.

### La idea del progreso
Para Nisbet, la idea del progreso se ha referido, desde los griegos, al avance del conocimiento y, más especialmente, al tipo de conocimiento práctico contenido en las artes y las ciencias. Pero la idea de progreso se ha aplicado también al logro de lo que los primitivos cristianos llamaban el paraíso terrenal: un estado de tal exaltación espiritual que la liberación del hombre de todas las compulsiones físicas que lo atormentan se torna completa.

## Obras
- 1953.  The Quest for Community:  A Study in the Ethics of Order and Freedom
- 1966.  The Sociological Tradition
- 1969.  Social Change and History: Aspects of the Western Theory of Development
- 1970.  The Social Bond: An Introduction to the Study of Society
- 1971.  The Degradation of the Academic Dogma: The University in America, 1945-1970
- 1973.  The Social Philosophers: Community and Conflict in Western Thought
- 1974.  The Sociology of Emile Durkheim
- 1975.  The Twilight of Authority
- 1980.  History of the Idea of Progress[3]
- 1983.  Prejudices: A Philosophical Dictionary
- 1986.  The Making of Modern Society
- 1986.  Conservatism: Dream and Reality
- 1988.  The Present Age: Progress and Anarchy in Modern America

Ediciones en español
- Cambio social e historia: aspectos de la teoría occidental del desarrollo. Editorial Hispano Europea. 1976. ISBN 978-84-255-0415-0.

- Cambio social. Alianza Editorial. 1993. ISBN 978-84-206-2239-2.

- Conservadurismo. Alianza Editorial. 1995. ISBN 978-84-206-0728-3.

- Historia de la idea de progreso. GEDISA. 1981. ISBN 978-84-7432-112-8.

- La sociología como una forma de arte. Espasa Libros. 1979. ISBN 978-84-239-2511-7.

- El vínculo social. Ediciones Vicens Vives. 1982. ISBN 978-84-316-1401-0.